# Morvay Gábor (színművész)
Morvay Gábor (1991. augusztus 7. –) magyar szinkronszínész, Morvay Bence testvére.

## Munkássága

### Filmográfia

#### Filmek
| Év   | Cím                                                                     | Szereplő                       | Színész                  | Szinkron éve |
| ---- | ----------------------------------------------------------------------- | ------------------------------ | ------------------------ | ------------ |
| 1987 | Maci Laci nagy szökése (2. szinkron)                                    | Mocsári rókafiú                | Patrick Fraley           | 2005         |
| 1998 | Minden kutya a mennybe jut – A kiskutyák karácsonyi éneke (1. szinkron) | Scruffy                        | Myles Jeffrey            | 2004         |
| 1999 | A legdinkább diótörő (2. szinkron)                                      | Fritz                          | Debi Derryberry          | 2004         |
| 2001 | Mickey varázslatos karácsonya: Hórabság az Egértanyán                   | Pinokkió                       | Michael Welch            | 2004         |
| 2002 | Hüvelyk Matyi és Hüvelyk Panna kalandjai                                | Rovar gyűjtő fiú               | Jack Johnson             | 2003         |
| 2003 | A macska – Le a kalappal!                                               | további szereplő               | –                        | 2004         |
| 2003 | Mackótestvér                                                            | Koda                           | Jeremy Suarez            | 2004         |
| 2003 | Némó nyomában                                                           | Némó                           | Alexander Gould          | 2003         |
| 2004 | A Hihetetlen család                                                     | Rusty McAllister, szomszéd fiú | Nicholas Bird            | 2004         |
| 2004 | A legelő hősei                                                          | I. malac                       | Keaton Savage            | 2004         |
| 2003 | Nem férek a bőrödbe (film, 2003)                                        | Harry Coleman                  | Ryan Malgarini           | 2003         |
| 2004 | Micimackó: Tavaszolás Zsebibabával                                      | Zsebibaba                      | Nikita Hopkins           | 2004         |
| 2005 | Madagaszkár                                                             | további szereplő               | –                        | 2005         |
| 2005 | Naranzs, Minyon és Dartanyan                                            | Minyon                         | Ludvig Dietmann          | 2005         |
| 2005 | Robotok                                                                 | Rodney Réztalp 5 évesen        | Jansen Panettiere        | 2005         |
| 2005 | Stuart Little, kisegér 3. – A vadon hívása                              | George Little                  | Corey Padnos             | 2005         |
| 2006 | Rém rom                                                                 | D.J                            | Mitchel Musso            | 2006         |
| 2011 | A gyerekek jól vannak                                                   | Clay                           | Eddie Hassell            | 2012         |
| 2012 | ParaNorman                                                              | Alvin                          | Christopher Mintz-Plasse | 2012         |

#### Sorozatok
| Év   | Cím                                          | Szereplő                      | Színész                         | Szinkron éve |
| ---- | -------------------------------------------- | ----------------------------- | ------------------------------- | ------------ |
| 1962 | A Jetson család (2. szinkron, teljes évad)   | további szereplő              | –                               | 2003         |
| 1989 | Chip és Dale – A Csipet Csapat (2. szinkron) | további szereplő              | –                               | 2004         |
| 1990 | Balu kapitány kalandjai (2. szinkron)        | Kit Cloudkicker               | R. J. Williams                  | 2003         |
| 1991 | Kalandozások Odüsszeiában (2. szinkron)      | Dylan Taylor                  | –                               | 2006         |
| 2000 | Lizzie McGuire                               | Matt McGuire                  | Jake Thomas                     | 2007         |
| 2001 | Már megint Malcolm                           | Reese                         | Justin Berfield                 | 2009         |
| 2001 | Tarzan legendája                             | Gyerek Tarzan                 | –                               | 2003         |
| 2001 | Timothy iskolába jár (1. szinkron, 2. évad)  | Claude                        | Joanne Vannicola                | 2005         |
| 2002 | A mesemondó                                  | további szereplő              | –                               | 2005         |
| 2003 | Sonic X (1. évad)                            | Christopher 'Chris' Thorndyke | Suzanne Goldish Sanae Kobayashi | 2004         |
| 2003 | Stuart Little, kisegér                       | George Little                 | Myles Jeffrey                   | 2004         |
| 2012 | Lego Ninjago: A Spinjitzu mesterei (3 évad)  | Lloyd Montgomery Garmadon     | Jillian Michaels                | 2012         |
| 2007 | Gossip Girl – A pletykafészek                | Eric der Woodsen              | Connor Paolo                    | 2009         |
| 2012 | Sárkányok                                    | Halvér                        | Christopher Mintz-Plasse        | 2013         |
| 2016 | Soy Luna                                     | Gastón Perida                 | Agustín Bernasconi              | 2016         |
| 2016 | Elena, Avalor hercegnője                     | Mateo                         | Joseph Haro                     | 2016         |